# Apeltes quadracus
Apeltes quadracus е вид лъчеперка от семейство Gasterosteidae. Видът е незастрашен от изчезване.

## Разпространение и местообитание
Разпространен е в Канада и САЩ.
Среща се на дълбочина от 0,6 до 3 m.

## Описание
На дължина достигат до 6,4 cm.
Продължителността им на живот е около 3 години. Популацията на вида е стабилна.